# CBet Jonava
CBet Jonava ist ein Basketballverein in Jonava, der in der litauischen Basketballliga Lietuvos krepšinio lyga (LKL) spielt. Der Verein wurde 1999 gegründet, nachdem der ehemalige Verein  „Statyba“ nach Kaunas umgezogen und zu  „LKKA-Žalgiris“ Kaunas wurde. Der Verein ist mehrfacher NKL-Medaillengewinner.

## Geschichte
Das Team   spielt seine Heimspiele seit der Saison 2017/18 in der Sportarena von Jonava (2200 Zuschauer).
Am 8. November 2017 wurde der Club von LKL-Managern (Präsidenten und Generalsekretären) besucht. Der Wunsch  der Basketballspieler, in der litauischen Basketballliga zu spielen, wurde von der Stadtverwaltung beim Treffen zum Ausdruck gebracht. Die Gemeinde Jonava plante, die Mannschaft bis 2019 in der LKL zu haben.
2020/21  wurde Virginijus Šeškus, der ehemalige LKL-Basketballspieler und langjährige Trainer,   zum Chefcoach. Der Club gewann den NKL-Meistertitel und stieg in die LKL auf.
2023 wurde CBet Vizemeister im litauischen Wettbewerb König-Mindaugas-Pokal (lit. Karaliaus Mindaugo taurė) nach dem Sieg gegen BC Rytas aus der litauischen Hauptstadt Vilnius.